# Loja (cràter marcià)
Loja és un cràter d'impacte del planeta Mart situat al Sud-Oest del cràter Umatac, a l'Est de Chincoteague i al Sud-Est de Kumara, a 41.2° nord i 136.1° est. L'impacte va causar un clavill de 10 quilòmetres de diàmetre. El nom va ser aprovat en 1979 per la Unió Astronòmica Internacional, en honor de la ciutat equatoriana de Loja.